# Paranoia (film 1970)
Paranoia è un film del 1970 diretto da Umberto Lenzi.

## Trama
Helen, pilota di auto da corsa la cui vita personale e professionale è in rapido declino, viene invitata dalla nuova moglie del suo ex marito Maurice, Constance, a soggiornare nella loro lussuosa tenuta. Le due donne stringono un legame e non passa molto tempo prima che la loro reciproca antipatia per il marito culmini in un piano per ucciderlo. Il loro piano per liberarsi di Maurice durante una gita in barca a vela va però a monte e Constance viene accidentalmente uccisa.
Helen, che si sente corresponsabile e potenzialmente ricattabile da Maurice, e quest'ultimo colgono l'attimo e si liberano del cadavere di Constance in mare. Quando arriva Susan, la figlia della donna morta, la giovane sospetta che abbiano ucciso sua madre. Solo successivamente Helene comprende che Maurice tradiva l'anziana moglie con Susan. Al fine di non essere ricattati Maurice e Susan eliminano Helene, simulando un incidente. La polizia, però, intuisce che qualcosa non torna.